# Die Ärzte (албум)
„Die Ärzte“ е третият студиен студиен албум на немската рок група Die Ärzte. Появява се през 1986 година. Половин година по-рано басъстът Сани напуска групата и в нея остават само Бела Б. и Урлауб Урлауб. Това е първият албум, записан след напускането на Сани. Бас китара свири продуцентът Мане Прекер.

## Песни
1. „Wie am ersten Tag“ („Както през първия ден“) (Урлауб) – 3:41
2. „Mysteryland“ („Земя на мистерия“) (Бела) – 4:02
3. „Sweet Sweet Gwendoline“ („Сладък сладък Гуендълайн“) (Urlaub) – 2:50
4. „Ist das alles?“ („Това ли е всичко?“) (Бела) – 3:39
5. „Geschwisterliebe“ [ („Братска/сестринска любов“) (Урлауб) – 4:11
6. „Alleine in der Nacht“ (Сам в нощта) (Бела) – 2:47
7. „Jenseits von Eden“ („Beyond Eden“) (Кристофър Евънс, Кърт Гебегерн, Йоахим Хорн-Бернгес/Крис Евънс, Кърт Гебегерн) – 4:00
8. „Wir werden schön“ („Ставаме красиви“) (Бела) – 4:01
9. „Für immer“ („Завинаги“) (Урлауб) – 3:46
10. „Ich bin reich“ („Аз съм богат“) (Урлауб, Бела) – 4:22
11. „Zum letzten Mal“ („За последен път“) (Урлауб) – 4:24

## Сингли
- 1986: „Für immer“ („Завинаги“)
- 1986: „Ist das alles?“ („Това ли е всичко?“)

## Състав
- Фарин Урлауб – кирата, вокал
- Бела Б. – барабани, вокал
- Мане Прекер – бас